# Memorial to Lidice
Memorial to Lidice (Památník Lidicím), H. 296, és un poema simfònic de Bohuslav Martinů compost l'agost de 1943 en record de la destrucció feta pels nazis del poble txec de Lidice, el 10 de juny de 1942. D'aproximadament vuit minuts, va acabar l'obra el 3 d'agost de 1943. L'estrena va ser a càrrec de l'Orquestra Filharmònica de Nova York sota la direcció d'Artur Rodziński, el 28 d'octubre de 1943, amb motiu del 25è aniversari de la independència txeca i el mateix dia que es va estrenar la Simfonia núm. 2 del mateix compositor a Cleveland. Es va tocar per primera vegada a Txecoslovàquia dirigit per Rafael Kubelík el 14 de març de 1946, l'aniversari del darrer dia abans que Alemanya acabés l'ocupació del país el 1939.

## Context
El 27 de maig de 1942 el representant del Protector del Reich, Reinhard Heydrich, membre de les SS, a qui va instal·lar Adolf Hitler en el decurs Segona Guerra Mundial al cap del Protectorat de Bohèmia i Moràvia. L'assassinat dels paracaigudistes Jozef Gabčík i Jan Kubiš va tenir èxit, però va enfurismar els ocupants alemanys que van exigir represàlies per a 2.000 víctimes. Així, els residents del municipi de la Bohèmia Central de Lidice van ser exterminats la nit del 9 al 10 de juny. El nom de Lidice es va estendre ràpidament per tot el món com a símbol de les atrocitats comeses contra persones innocents.

## Creació de la composició
El 1942, l'American Songwriters Guild va convidar diversos compositors a compondre una composició inspirada en els esdeveniments de la guerra. Gairebé simultàniament, el govern txec a l'exili a Londres va demanar al compositor txec la preparació d'un nou himne nacional i una obra commemorativa que ens recordarà per sempre els horrors de la guerra. Bohuslav Martinů va respondre a aquestes peticions amb una composició orquestral de vuit minuts, que va completar el dia 3 d'agost de 1943. Segons els records de Miloš Šafránek, l'aleshores diplomàtic txec a París, aquesta peça havia de ser el moviment mitjà d'un tríptic previst, que no s'arribà a fer.
El moviment simfònic, que crea un estat d'ànim tràgic pel seu concepte, es divideix en tres parts: Adagio, un Andante més curt i suau i de nou Adagio. El primer Adagio descriu la naturalesa ombrívola de l'esdeveniment amb una cita de l'himne de Sant Venceslau, que Martinů va utilitzar diverses vegades. LAndante moderato representa la confiança en un mateix i la resistència a l'opressió. Amb el retorn de lAdagio, el veritable desafiament s'expressa amb la música aclaparadora sostinguda per les quatre notes inicials de la Cinquena Simfonia de Beethoven, utilitzat durant la guerra per la BBC per a simbolitzar la victòria (en el codi Morse, tres sons breus i un de llarg corresponen a la lletra V). Després d'això, el flux musical es torna més tranquil, expressant el dolor per les vides perdudes de tants.
En les seves notes, l'autor va descriure l'obra com "un cant religiós, construït sobre els contorns de l'oració i la resposta".

## Representacions
Es va estrenar el 28 d'octubre de 1943 en un concert festiu al Carnegie Hall de Nova York. Va ser interpretat per la Filharmònica de Nova York sota la batuta de l'aclamat director d'origen polonès Artur Rodziński. El concert es va repetir durant els tres dies següents. Es va fer una gravació d'aquest treball per a la seva emissió exclusiva a l'estranger. La cançó es va convertir llavors en un símbol de resistència contra el feixisme i tota violència sense sentit.
L'obra va rebre una altra interpretació en dos concerts a Nova York de nou sota la batuta d'Artur Rodziński a finals de 1943. La primera presentació a Txecoslovàquia va ser el 14 de març de 1946, a la vigília del setè aniversari de l'entrada de les tropes alemanyes a Txecoslovàquia. Va ser interpretada per la Filharmònica Txeca sota la batuta de Rafael Kubelík.